# Paso de las Duranas

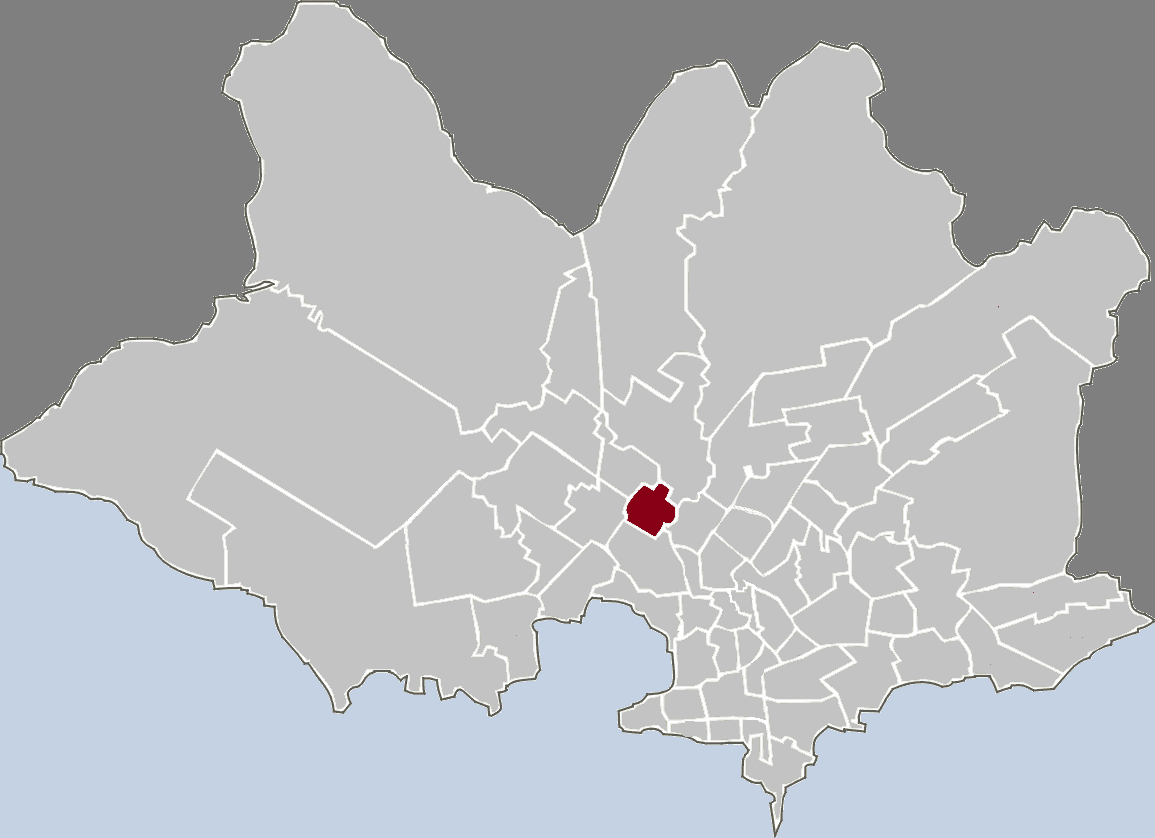
Lage von Paso de las Duranas in Montevideo

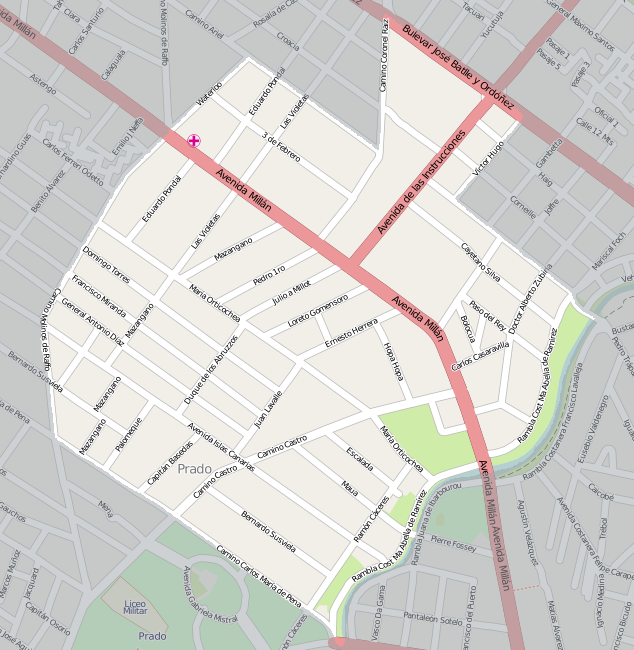
Plan von Paso de las Duranas

Paso de las Duranas ist ein Stadtviertel (Barrio) der uruguayischen Hauptstadt Montevideo.

## Lage
Es wird von den Stadtteilen Sayago (Norden), Peñarol - Lavalleja (Norden/Nordosten), Aires Puros (Osten/Südosten), Prado - Nueva Savona (Süden) und Belvedere umgeben.
Die Grenzen des Barrios bilden dabei der Arroyo Miguelete im Osten, sowie die Straßen Dr Carlos Ma de Pena im Südwesten, der Camino Molinos de Raffo westlich und nordwestlich, und der Camino Ariel, der Camino Cnel Raiz, der Bulevar Batlle y Ordoñez und die Straßen Victor Hugo und P Trapani von Norden bis Nordosten.
Das Gebiet von Paso de las Duranas ist dem Municipio G zugeordnet.

## Infrastruktur
In Paso de las Duranas befindet sich das Museo Nacional de Antropologia.

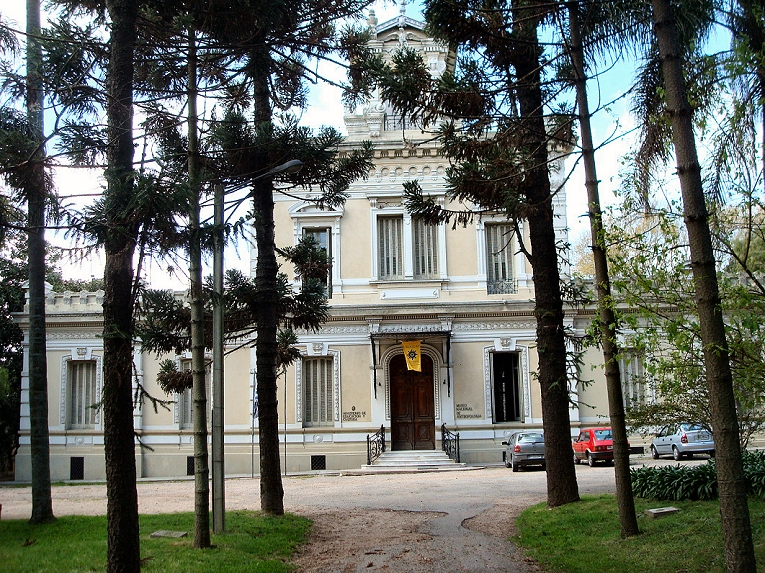
Museo Nacional de Antropologia
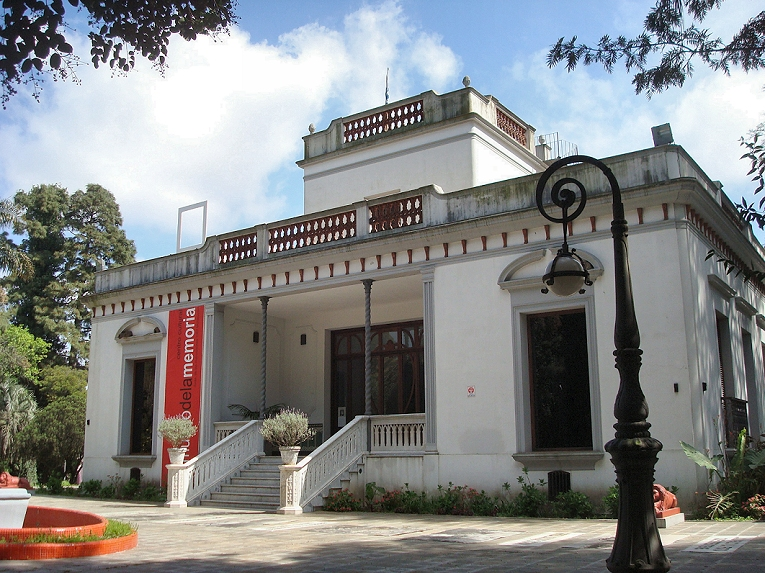
Museo de la Memoria